# Кон, Бернард
Бернард Кон (англ. Bernard S. Cohn; 13 мая 1928, Нью-Йорк — 25 ноября 2003) — американский антрополог, исследователь британского колониализма в Индии.
Степень бакалавра истории получил в Висконсинском университете (1949), а доктора антропологии в Корнеллском университете (1954). В 1952—1953 и 1958—1959 годах проводил антропологические исследования в Индии как стипендиат Программы имени Фулбрайта и фонда Рокфеллеров. Много работал в Лондоне в архивах британских колониальных служб. В 1960—1964 годах возглавлял кафедру антропологии Рочестерского университета (СЕНА), а в 1969—1972 годах — факультет антропологии Чикагского университета, с которым его научная карьера связана больше всего.
В 1998 году Бернарда Кона избрали членом Американской академии наук и искусств. Он автор многих книг по колониальной истории Индии, междисциплинарных связей истории и антропологии, среди которых «Индия: социальная антропология одной цивилизации» (India: The Social Anthropology of a Civilization, 1971), «Антрополог среди историков и другие эссе» (An Anthropologist Among the Historians and Other Essays, 1987), «Колониализм и колониальные формы знания» (Colonialism and its Forms of Knowledge, 1996). Один из авторов сборника «Изобретение традиции» (1983) и одноименной исторической концепции.
Бернард Кон умер 25 ноября 2003 года в возрасте 75 лет.